# Sabina Grabowska
Sabina Grabowska (ur. 1973 w Rzeszowie) – polska prawniczka, specjalizująca się w prawie konstytucyjnym, profesor nauk społecznych w dyscyplinie nauki prawne, nauczycielka akademicka związana z Uniwersytetem Rzeszowskim. W latach 2019–2024 dziekan Kolegium Nauk Społecznych Uniwersytetu Rzeszowskiego. Członek Trybunału Stanu (2023–). Prorektor ds. Studenckich i Kształcenia Uniwersytetu Rzeszowskiego od 1 września 2024.

## Życiorys
Urodziła się w 1973 roku w Rzeszowie, ukończyła I Liceum Ogólnokształcące im. ks. S. Konarskiego, gdzie w 1992 roku zdała egzamin maturalny, po czym podjęła studia na kierunku prawo na rzeszowskiej filii Wydziału Prawa i Administracji Uniwersytetu Marii Curie-Skłodowskiej w Lublinie. Studia ukończyła w 1997 roku zdobywając tytuł zawodowy magistra prawa.
Bezpośrednio po ukończeniu studiów rozpoczęła pracę na stanowisku asystenta w Katedrze Agromarketingu Wydziału Ekonomii w Rzeszowie krakowskiej Akademii Rolniczej. Po utworzeniu uczelni Uniwersytet Rzeszowski na mocy ustaw z dnia 7 czerwca 2001 roku została zatrudniona Katedrze Agromarketingu na Wydziale Ekonomii tej uczelni. W kolejnym roku przeniosła się na Wydział Prawa, gdzie pracowała kolejno w Zakładach: Ustrojów Państw Europejskich, Komparatystyki Prawniczej przekształconego w Komparatystyki i Informatyki Prawniczej. 
W 2004 roku uzyskała stopień naukowy doktora nauk prawnych na podstawie pracy pt. Instytucja inicjatywy ludowej w wybranych państwach europejskich. Studium prawno-porównawcze, napisanej pod kierunkiem prof. Wiesława Skrzydło. Wraz z nowym stopniem naukowym otrzymała awans na stanowisko adiunkta. Od 2009 roku pracowała w Katedrze Politologii Wydziału Socjologiczno-Historycznego UR, przekształconej następnie w Instytut Nauk o Polityce Wydziału Socjologiczno - Historycznego Uniwersytetu Rzeszowskiego.
W 2012 roku Rada Wydziału Prawa i Administracji UMCS w Lublinie nadała jej stopień naukowy doktora habilitowanego nauk prawnych w zakresie prawa o specjalności prawo konstytucyjne na podstawie osiągnięcia naukowego - monografii nt. Modele odpowiedzialności konstytucyjnej prezydenta we współczesnych państwach europejskich, ISBN 978-83-7780-273-1, Wydawnictwo Adam Marszałek, Toruń 2012, ss. 405. W tym samym roku została także profesorem nadzwyczajnym Uniwersytetu Rzeszowskiego. Od 1 lutego 2013 roku do 2020 roku sprawowała funkcję kierownika Zakładu Teorii Państwa, Prawa i Polityki Katedry Politologii Wydziału Socjologiczno - Historycznego Uniwersytetu Rzeszowskiego, następnie od 1 września 2019 roku do 31 sierpnia 2023 roku - kierownik Zakładu Systemów Politycznych i Medialnych Instytutu Nauk o Polityce Kolegium Nauk Społecznych Uniwersytetu Rzeszowskiego, a od 1 października 2023 roku - kierownik Zakładu Komparatystyki Prawniczej i Nauk Pomocniczych Instytutu Nauk Prawnych Kolegium Nauk Społecznych Uniwersytetu Rzeszowskiego.
Postanowieniem Prezydenta RP z 11 grudnia 2023 roku otrzymała tytuł profesora nauk społecznych w dyscyplinie nauki prawne. 
Od 2020 roku jest recenzentem oraz członkinią zespołu doradczego do spraw projektów zgłoszonych do programu „Diamentowy Grant”. Od 1 marca 2023 roku jest członkinią Zespołu doradczego do spraw projektów zgłoszonych w ramach programów „Nauka dla Społeczeństwa” i „Nauka dla Społeczeństwa II”. Od 15 marca 2021 roku do 6 maja 2021 roku członkini Rady Naukowej Instytutu De Republica. Ponadto członkini wielu komitetów naukowych i redakcyjnych czasopism i konferencji naukowych, w tym: 2013 - redaktor tematyczny kwartalnika „Polityka i Społeczeństwo”, ISSN 1732 - 9639, 2016 - redaktor tematyczny czasopisma "Political Preferences", [p]ISSN: 2083 - 327X, [e]ISSN: 2449 - 9064, 2016 - redaktor tematyczny czasopisma "The Polish Political Science Yearbook", ISSN 0208–7375, 2017 - 2021 – członek Rady Naukowej czasopisma "Teoria Polityki", ISSN 2543-7046, e-ISSN 2544-0845, 2021 – członek Rady naukowej czasopisma „Dyskurs Prawniczy i Administracyjny” ISSN 2657-926X, red. nacz. Justyna Michalska, Uniwersytet Zielonogórski
Pełniła m.in. funkcje:
- 2012 – 2016 - wiceprzewodnicząca senackiej komisji statutowej Uniwersytetu Rzeszowskiego,
- 2014 – redaktor naczelna czasopisma Przegląd Prawa Konstytucyjnego ISSN 2082 - 1212[19],
- 2016 – 2020 - vice przewodnicząca uniwersyteckiej komisji wyborczej Uniwersytetu Rzeszowskiego[20],
- 2016 – 2020 - vice przewodnicząca senackiej komisji statutowej Uniwersytetu Rzeszowskiego[21],
- 2019 – 2024 - Dziekan Kolegium Nauk Społecznych Uniwersytetu Rzeszowskiego na kadencje: od 1 października 2019 roku do 31 sierpnia 2020 roku i od 1 września 2020 do 31 sierpnia 2024 roku[22],
- 2020 – 2024 - członkini senackiej komisji ds. kształcenia Uniwersytetu Rzeszowskiego[23],
- od 2024 - Prorektor ds. Studenckich i Kształcenia Uniwersytetu Rzeszowskiego na kadencję 2024–2028.

## Dorobek naukowy
Zainteresowania naukowe Sabiny Grabowskiej koncentrują się na zagadnieniach prawa konstytucyjnego, systemów politycznych, prawa wyborczego, form demokracji bezpośredniej, odpowiedzialności konstytucyjnej, procedur legislacyjnych w państwach europejskich oraz szeroko rozumianego porównawczego prawa ustrojowego. Jest autorką ponad 180 publikacji naukowych, w tym: monografii, rozdziałów w monografiach, artykułów naukowych oraz publikacji takich jak tłumaczenia, recenzje oraz sprawozdania. Do najważniejszych jej publikacji należą:
- Komentarz do Konstytucji RP Art. 198, 199. 200, 201, ISBN: 978-83-8270-181-4, Wydawnictwo Difin, Warszawa 2023, ss. 212,
- Poland's Policy for Refugees from Ukraine, współautorzy: Renata Podgórzańska, Małgorzata Podolak, Anna Pięta-Szawara [in:] The Russia-Ukraine War of 2022. Faces of Modern Conflict, eds. Agnieszka Kasińska-Metryka, Karolina Pałka-Suchojad, eBook ISBN: 9781003341994, Routledge, London 2023, s. 113-132[25],
- The Election for the Office of the President of the Republic of Poland on 10 May 2020 during the COVID-19 Pandemic - A Case Study, współautor: Radosław Grabowski, “Białostockie Studia Prawnicze” 2022, vol. 27, nr 2, ISSN: 1689-7404, e-ISSN 2719-9452, Wydawca: Wydział Prawa Uniwersytetu w Białymstoku, Białystok 2022, s. 193-206, DOI: 10.15290/bsp.2022.27.02.11[26],
- Poland - Report, współautorzy: Radosław Grabowski, Małgorzata Lorencka, Katarzyna Szwed, [w:] The 2021 International Review of Constitutional Reform, eds. Luís Roberto Barroso, Richard Albert, hosted, published, and sponsored by the Program on Constitutional Studies at the University of Texas at Austin and the International Forum on the Future of Constitutionalism, ISBN 978-1-7374527-0-6, Austin 2022[27],
- Right to Petition - Theoretical Analysis, „Przegląd Prawa Konstytucyjnego” 2020, nr 5, ISSN 2082-1212, ss. 339-349, DOI 10.15804/ppk.2020.05.25[28],
- Rada Sądownicza w systemie organów konstytucyjnych Republiki Słowackiej, współautor: Mária Bujňáková, Alena Krunková, „Przegląd Prawa i Administracji” „Rady sądownictwa  w wybranych krajach europejskich”, red. R. Balicki, S. Grabowska, M. Jabłoński, 2019, nr CXIX, ISSN 0137-1134, Wydawnictwo Uniwersytetu Wrocławskiego, ss. 151-160, DOI: http://dx.doi.org/10.19195/0137-1134.119.15,
- Bases legales de la realización del derecho a la asistencia sanitaria en Polonia, współautor: Monika Urbaniak, “Bajo Palabra. Revista de Filosofía II Época”, 2016, Nº 12, ISSN 1576-3935, ss. 163-172,
- Trybunał Stanu jako specjalny organ orzekający w sprawie odpowiedzialności konstytucyjnej prezydenta, „Studia Politologiczne” Instytucja prezydenta w trzeciej Rzeczypospolitej. Model konstytucyjny i praktyka polityczna, 2016, vol. 42, nr 4, ISSN 1640-8888, ss. 107-123,
- Democracia Direta Na Polônia: O Instituto Da Iniciativa Popular - Comentários De Lege Ferenda, „Constituição, Economia e Desenvolvimento” Revista Eletrônica da Academia Brasileira de Direito Constitucional. Programa de Pós-graduaçãoem Direito Vol. 6, n. 10 (jan./jun. 2014) - Curitiba: 2014 Publica ção semestral, ISSN 2177-8256, p. 10-42, http://www.abdconstojs.com.br/index.php/revista/issue/view/11,
- Modele odpowiedzialności konstytucyjnej prezydenta we współczesnych państwach europejskich, ISBN 978-83-7780-273-1, Wydawnictwo Adam Marszałek, Toruń 2012, ss. 405,
- Formy demokracji bezpośredniej w wybranych państwach europejskich, ISBN 978-83-7338-440-8, Wydawnictwo Uniwersytetu Rzeszowskiego, Rzeszów 2009, ss. 262,
- Sądy konstytucyjne w wybranych państwach europejskich, ISBN 978-83-7338-336-4, Wydawnictwo Uniwersytetu Rzeszowskiego, Rzeszów 2008, ss. 248,
- Instytucja ogólnokrajowej inicjatywy ludowej w wybranych państwach europejskich. Studium prawno - porównawcze, ISBN 83-7338-220-9, Wydawnictwo Uniwersytetu Rzeszowskiego, Rzeszów 2005, ss. 223,

## Odznaczenia i wyróżnienia
- 2004 – Nagroda Rektora Uniwersytetu Rzeszowskiego III stopnia za rozprawę doktorską,
- 2013 – Nagroda Rektora Uniwersytetu Rzeszowskiego II stopnia za indywidualne osiągnięcia naukowe,
- 2019 – Nagroda zespołowa Rektora Uniwersytetu Rzeszowskiego za przygotowanie projektu nowego Statutu Uniwersytetu Rzeszowskiego dla zespołu w składzie: Kinga Bieniasz, Sabina Grabowska, Zenon Ożóg,
- 2020 – Laur Studenta Uniwersytetu Rzeszowskiego w kategorii „Głos Rozsądku 2020”,
- 2021 – Laur Studenta Uniwersytetu Rzeszowskiego w kategorii „Głos Studentów 2021”[29],
- 2023 – Srebrny Medal „Zasłużony dla Nauki Polskiej Sapientia et Veritas”[30],
- 2024 – Srebrny Medal za Długoletnią Służbę[31]